# 爱沙尼亚共产党 (1990年)
爱沙尼亚共产党是爱沙尼亚的一个非法的共产主义政党。1990年3月，在爱沙尼亚共产党第二十次代表大会上反对爱沙尼亚脱离苏联的一派建立爱沙尼亚共产党（基于苏共纲领）。1990年6月20日，它改名为爱沙尼亚共产党（苏共）。在同年爱沙尼亚共产党脱离苏联共产党后，该党成为苏共新的爱沙尼亚分支。1991年，苏联发生了八一九事件，该党对政变表示了支持。随着政变的失败，1991年8月22日，该党被爱沙尼亚当局宣布为非法。
此后，该党转入地下继续运作，并在后来以“爱沙尼亚共产党”的名义参加了共产党联盟—苏联共产党。1998年10月3日，该党召开第二十二次代表大会。 2001年，共产党联盟－苏联共产党分裂时，他们转而加入了奥列格·舍宁领导的苏联共产党。2011年，该党的第一书记尤里·米申死于一场车祸，他还是纳尔瓦市议会的议员和俄罗斯族公民联盟的主席。